# Perth City
Koordinaten: 31° 57′ S, 115° 51′ O

Die City of Perth ist ein lokales Verwaltungsgebiet (LGA) im australischen Bundesstaat Western Australia. Sie ist das Stadtzentrum der Metropole Perth, der Hauptstadt von Western Australia. Das Gebiet ist 13 km² groß und hat nicht ganz 22.000 Einwohner (2016).
Die City liegt am Nordufer des Swan River und ist etwa zehn Kilometer von der Küste entfernt. Der Sitz des City Councils befindet sich im Stadtteil Perth, wo 11.425 Einwohner leben.

## Verwaltung
Der Perth Council hat neun Mitglieder, acht Councillors und den Lord Mayor (vollständiger Titel The Right Honorable The Lord Mayor); sie werden von den Bewohnern der City gewählt. Die LGA ist nicht in Wahlbezirke unterteilt. Der Lord Mayor ist nicht nur Ratsvorsitzender, sondern fungiert auch als Repräsentant für ganz Perth. Seit 2007 hat mit Lisa Scaffidi die erste Frau in der Geschichte von Perth die Position des Lord Mayor inne.